# Ternate (Olaszország)
Ternate (lombardul: Ternaa) település Olaszországban, Varese megyében. Lakosainak száma 2474 fő (2023. január 1.). Ternate Biandronno, Cazzago Brabbia, Comabbio, Inarzo, Varano Borghi és Travedona-Monate községekkel határos.

## Népesség
A település népességének változása:
| Lakosok száma | 2557 | 2581 | 2474 |
|               | 2017 | 2018 | 2023 |